# Prințesa Ana de Saxonia (1836–1859)
Prințesa Anna Maria Maximiliane Stephania Karoline Johanna Luisa Xaveria Nepomucena Aloysia Benedicta de Saxonia, Ducesă de Saxonia (4 ianuarie 1836 - 10 februarie 1859) a fost al șaptele copil și a patra fiică a regelui Ioan al Saxoniei și a soției lui, Prințesa Amalie Auguste de Bavaria. A fost sora mai mică a regilor Albert al Saxoniei și George al Saxoniei. Prin căsătoria cu Ferdinand al IV-lea, Mare Duce de Toscana, Ana a devenit membră a Casei de Habsburg-Lorena, arhiducesă de Austria și prințesă a Ungariei, Croației, Boemiei și Toscanei. Ana a murit cu puțin timp înainte ca soțul ei să acceadă pe tron ca Mare Duce de Toscana.